# Catharsius balubanus
Catharsius balubanus là một loài bọ cánh cứng trong họ Bọ hung (Scarabaeidae).